# دراسة مرض القلب في كيرفيلي

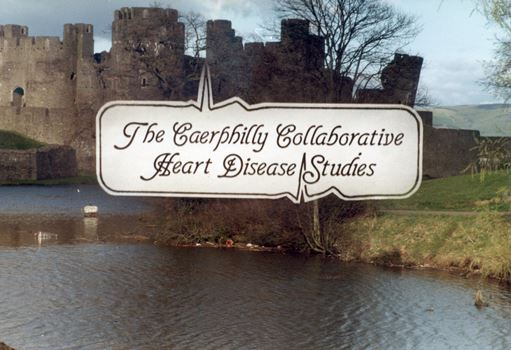

هي دراسة تنبؤية حول امراض القلب، أجريت عام 1979 م على عينة من سكان بلدة صغيرة في بريطانيا، كان الهدف الأولي من هذه الدراسة فحص العلاقات بين العوامل الاجتماعية، نمط الحياة، النظام الغذائي وعوامل أخرى مع امراض القلب والأوعية الدموية. وتم التعاون مع مجموعة من الزملاء من اخصائيين الفحص السريري والمختبرات لجمع بيانات حول مجموعة كبيرة من العوامل التي من الممكن أن يكون لها صلة بأمراض أخرى غير أمراض القلب والأوعية الدموية.
وفي عام 1948م تم إنشاء وحدة وبائية تحت اشراف طبيب مشهور في علم الأوبئة. وفي عام 1963م انضم اهذا الطبيب بروفيسور متخصص في مجال علم الأوبئة، وقاموا على تطوير دراسات على المدى البعيد على عينات من السكان.
وكانت أهم دراساتهم المشتركة هي تجربة عشوائية على الاسبرين، أظهرت انخفاض في معدل الوفيات في امواض القلب والاوعية الدموية، وتم كتابة ذلك في تقرير في الجملة الطبية البريطانية في عام 1974م، وكانت هذه أول دراسة تثبت الدور الوقائي للاسبرين في الحد من الموت والإصابة بالجلطة القلبية مرة أخرى.
بعد هذه التجربة اتجه البروفيسور المتخصص في علم الأوبئة إلى إعداد دراسة عن أمراض القلب مع التركيز بشكل اساسي على امراض الاوعية الدموية. كما قلنا سابقا تم اختيار بلدة صغيرة في بريطانيا، وكان السبب وراء ذلك أن سكان هذه البلدة أشخاص من طبقات أجتماعية واقتصادية مختلفة وفئات عمرية، وكذلك كانو يعانون من ظروف صحية متفاوتة، أي انهم ينقلون سكان بريطانيا جميعاً.
بالإضافة إلى ذلك، كان لديهم ارتفاع في معدل الإصابة بأمراض نقص التروية الدموية للقلب مقارنة بباقي السكان.
قامت الدراسات على 2512 شخص من الرجال الذين تتراوح أعمارهم بين 45 و59 عاماً، تمت إعادة فحصهم 7 مرات على مدار خمس سنوات. ولقد اختار الباحثون الرجال لأن نسبة انتشار أمراض القلب لديهم أكبر بكثير منها لدى النساء.
نتائج الدراسة:
-الاشخاص الذين يحافظون على نمط حياة صحي ويحافظ على وزن صحي ويتبع نظام غذائي متوازن ويمارس التمارين الرياضية هم اقل عرضة للإصابة بالسكري والسرطان وامراض القلب القلب والخرف
-شرب الحليب يقلل من خطر الإصابة بامراض القلب والسكري.
-تناول الاسماك الزيتية يقلل خطر الإصابة بالنوبة القلبية.
- ان ممارسة نمط حياة صحي يقلل بشكل كبير من فرص إصابة الشخص بالامراض المزمنة.